# Martirio di sant'Andrea (Ribera)
Il Martirio di sant'Andrea è un dipinto realizzato da José de Ribera nel 1628 e attualmente conservato al Museo di belle arti di Budapest, della cui collezione fa parte dal 1871. Si tratta di uno dei capolavori maggiormente noti dell'artista.

## Storia
Fino al 1647 il dipinto fu di proprietà dell'Ammiraglio di Castiglia Juan Alfonso Enríquez de Cabrera, appartenente alla nobile famiglia degli Enríquez-Cabrera. Alla sua morte, fu ereditato dal figlio Juan Gaspar Enríquez de Cabrera y Sandoval e successivamente donato al convento di San Pasquale di Madrid. Intorno al 1816, dopo l'occupazione napoleonica, l'opera passò nelle mani del pittore Andrés del Peral. Trascorsi all'incirca due anni, fu venduta all'ambasciatore austriaco Aloys von Kaunitz-Rietberg. Nel 1820 fu acquistata dal principe Nicola II Esterházy e nel 1833, anno della sua morte, continuava a far parte della famiglia Esterházy. Nel 1871 la tela entra a far parte della collezione d'arte nazionale ungherese.

## Descrizione

### Soggetto
Andrea e suo fratello Pietro furono i primi seguaci di Cristo. Secondo la tradizione, dopo la morte di Gesù, Andrea continuò a diffondere il messaggio cristiano nell'area del Mar Nero. Fu martirizzato in Acaia per crocifissione, anche se nel suo caso si trattò di una inusuale croce decussata, ossia a forma di X, in seguito nota anche come Croce di Sant'Andrea.

### Analisi

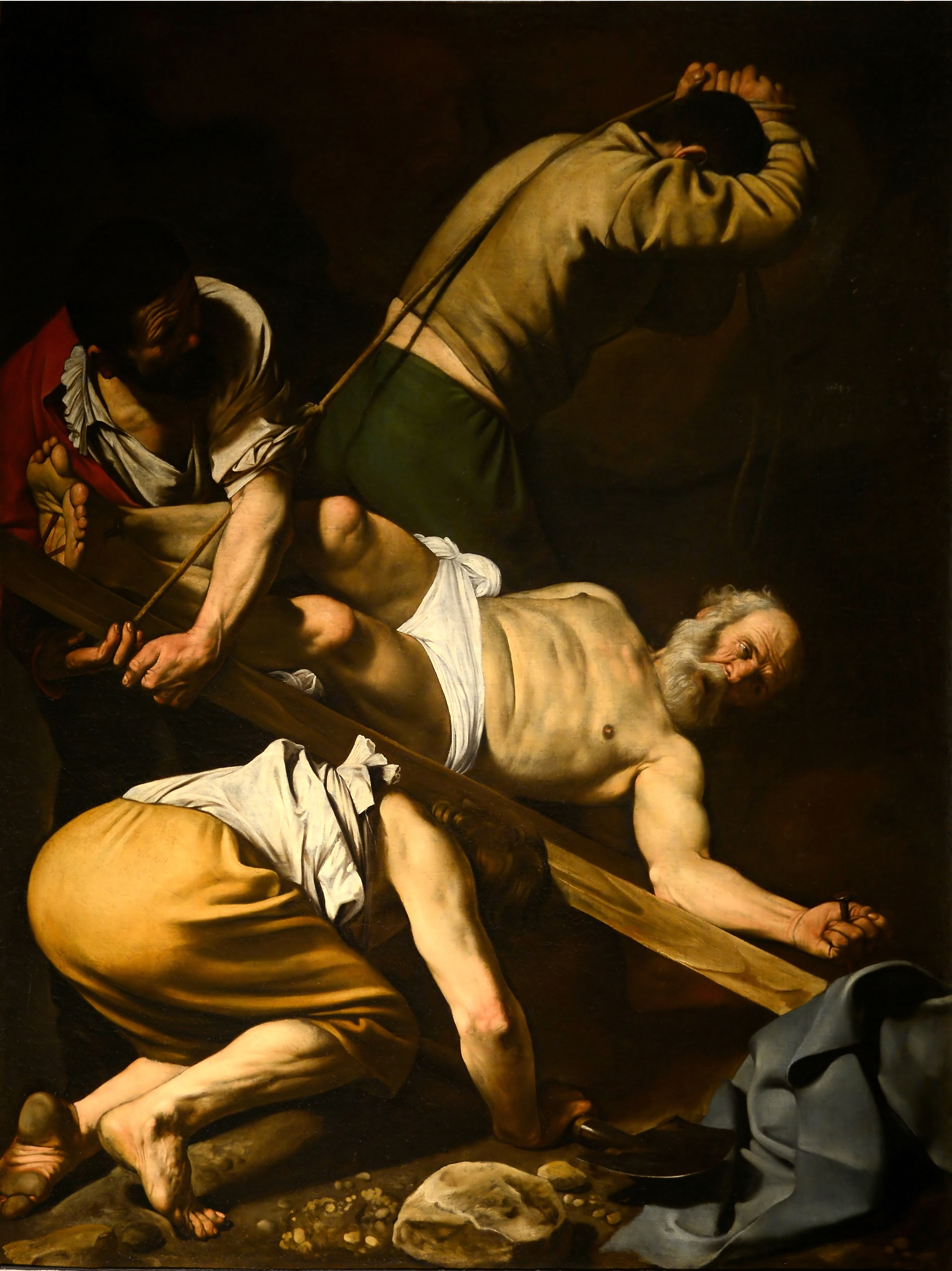
La Crocifissione di san Pietro di Caravaggio.

Nel Martirio è inconfondibile l'influenza del Caravaggio, la cui opera Ribera aveva avuto modo di conoscere a Roma. Evidenti sono le affinità di questa tela con quella della Crocifissione di san Pietro dell'artista lombardo, conservata presso la Basilica di Santa Maria del Popolo: il feroce realismo con cui lo Spagnoletto raffigura il corpo emaciato dell'apostolo è addirittura in grado di competere con la tela caravaggesca.
Il dipinto mostra, sorprendentemente, poca crudeltà. La luce che si riflette sul santo fa sì che l'attenzione dello spettatore ricada tutta sulla sua figura. Tutti gli altri personaggi sono avvolti nell'ombra: un sacerdote è raffigurato mentre solleva una statuetta di Giove, dando all'apostolo un'ultima possibilità per pentirsi. Andrea, tuttavia, non cede e si rassegna alla morte, vista come unica salvezza. Anche i carnefici non presentano un'espressione malvagia, piuttosto sembrano preoccupati. Dietro la scena della crocifissione è possibile vedere un uomo in lutto; sopra la sua figura il cielo, che nell'intera scena si caratterizza per delle tonalità di blu scuro, presenta sfumature più chiare, primo indizio dello schiarimento della tavolozza del Ribera negli anni successivi.

## Accoglienza

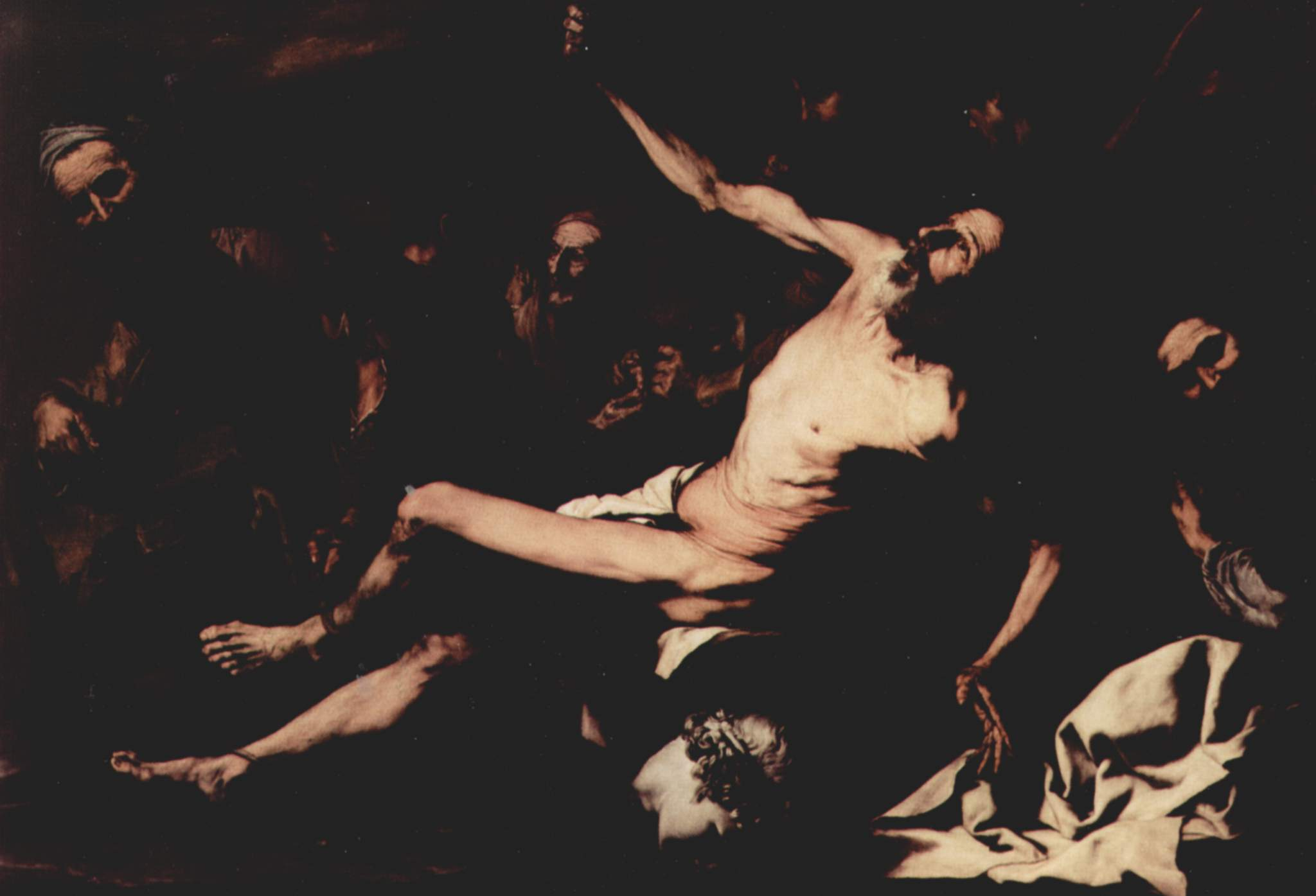
Il Martirio di san Bartolomeo, realizzato tra il 1624 e il 1626.

La grande notorietà assunta dal dipinto è riscontrabile anche dalle numerose copie del Martirio, riprodotte dalla bottega di Ribera oppure in epoche successive. Intorno al 1630, lo Spagnoletto realizzò altre opere monumentali aventi come soggetto gli apostoli, come nel caso del Martirio di san Bartolomeo (portato a termine tra il 1624 e il 1626); tuttavia, nessuna delle tele raggiunse il livello a dir poco eccezionale di qualità e fama del Martirio di sant'Andrea.